# Apocrypta ephelinata
Apocrypta ephelinata är en stekelart som beskrevs av Ulenberg 1985. Apocrypta ephelinata ingår i släktet Apocrypta och familjen fikonsteklar. Inga underarter finns listade i Catalogue of Life.